# Екстранет
Екстранет е частна мрежа, която използва интернет протоколи и компютри, свързани в мрежа. Използва обществената телекомуникационна система за безопасно споделяне на част от информацията на организацията. Екстранет може да се разглежда като част от интранета на конкретната компания, но насочен и към потребители извън компанията. Основните преимущества са, че екстранет може да подобри производителността на компанията чрез автоматизация на процеси, които преди са извършвани „ръчно“. Екстранет позволява организацията или информацията за проектите да се разглежда във време, удобно за бизнес партньорите, клиентите, служителите или доставчиците. Информацията в екстранет може да бъде обновявана, променяна или поправяна незабавно. Екстранет може да подобри връзките с ключови клиенти, предоставяйки им точна и осъвременена информация.

## Връзка с интранет
Екстранет може да бъде разбирана и като интранет, разположена в публичния интернет, или някоя друга предавателна система, която не е достъпна за общата публика, но е управлявана от администраторите на повече от една компания. Например военните мрежи на различни нива на сигурност могат да бъдат разположени върху обща система за радиовръзка, която никога не се свързва с интернет. Всяка частна мрежа, разположена върху обществената, се нарича виртуална частна мрежа (ВЧМ) и често използва специални протоколи за сигурност (security protocols), с които изолира вътрешната комуникация от обществената мрежа.
От десетилетия насам институциите се свързват помежду си чрез частни мрежи за споделяне на информация. Една от характеристиките на екстранет е, че тя използва налична споделена мрежа вместо специално прокарани физически линии. По отношение на IP мрежите стандартът RFC 4364 твърди, че „ако всички сайтове в една виртуална частна мрежа (ВЧМ) са собственост на една и съща компания, тогава ВЧМ представлява корпоративен интранет. Ако различните сайтове във ВЧМ са собственост на различни компании, то мрежата се нарича екстранет. Един сайт може да попадне в рамките на повече от една ВЧМ, съответно в един интранет и няколко екстранета. Считаме и интранетите и екстранетите за виртуални частни мрежи. По принцип, когато използваме термина виртуална частна мрежа, ние не конкретизираме дали е интранет или е екстранет. Дори когато е в сила този аргумент, терминът екстранет е приложим и може да се използва вместо горното определение“.
В цитата по-горе терминът „сайт“ (на английски: site, място) се отнася към всяка обособена хиперсвързана среда, а не само непременно уебсайт. Два такива сайта, свързани помежду си чрез публичната интернет инфраструктура, представляват виртуална частна мрежа. По този начин малка компания, разположена в една сграда, може да има вътрешен интранет, но за да осъществи виртуална частна мрежа, е нужно да осигури тунелиране (отдалечен достъп) до мрежата на служителите си, които са географски разпръснати.
Подобно на това е полезно да се въведе терминът „екстранет“ за по-малките, обединени на географски принцип организации, за да се опише избирателният достъп до интранет системите им, който се предоставя на доставчици, клиенти и други компании. Такъв достъп не включва тунелиране, а по-скоро прост механизъм за автентикация при опит за достъп до уеб сървъра. В този смисъл терминът „екстранет“ обозначава непубличната част от уебсайта, където регистрираните потребители могат да сърфират след успешна автентикация с потребителско име и парола.
Екстранет изисква да се вземат мерки за мрежовата сигурност. Това може да включва „защитна стена“, управление на сървъра, издаването и употреба на цифрови сертификати или други подобни средства за потребителска автентикация и криптиране на съобщенията и употреба на виртуални частни мрежи за отдалечен достъп през обществени мрежи. Много технически спецификации описват методи за внедряване на екстранет, но обикновено не дефинират изрично понятието. RFC 3547 представя изискванията за отдалечен достъп до екстранет. RFC 2709 дискутира изграждането на екстранет, прилагайки IPsec и по-специализирани начини за преобразуване на мрежови адреси.